# Ilean Almaguer
Ilean Almaguer Ochoa (Tuxtla Gutiérrez, Chiapas, 20 de diciembre de 1988) es una actriz mexicana. Se dio a conocer gracias a sus diversas participaciones en telenovelas, alcanzando sobre todo reconocimiento notorio por su participación en el drama juvenil Atrévete a soñar (2009-2010).

## Vida personal
En 2013, contrajo matrimonio con el actor colombiano Lucas Velásquez, a quien conoció durante las grabaciones de la telenovela Atrévete a soñar.

## Filmografía
- Rumba love (2021).... Selma[4]
- Réquiem por Leona Vicario (2015)... Leona Vicario
- Como dice el dicho (2014).... Amanda
- Nueva vida (2014) .... Ana Capítulo 6: "Late, corazón"
- Un refugio para el amor (2012).... Hannah Torreslanda Fuentes-Gil
- El quinto mandamiento (2012) .... Gabriela
- Rafaela (2011) .... Alicia De la Vega
- Ellas son la alegría del hogar (2010) .... Valentina
- Atrévete a soñar (2009-2010) .... Catalina Cata Novoa
- Decisiones de mujeres (2009) .... (2 episodios)
- Las tontas no van al cielo (2008) .... Aurora
- La rosa de Guadalupe (2008) .... (1 episodio)
- Mujeres X (2007, cortometraje) .... Leona Vicario
- 13 miedos (2007) .... Rocío
- Quince años (2007) .... Evelyn González
- Los pajarracos (2006) .... Blanquita
- Marina  (2006) .... Patricia "Patty" Alarcón Hernández / Patricia "Patty" Santibáñez Álvarez
- Cuentos de pelos (2006)  .... (6 episodios)
- Gitanas (2004) .... Camila
- Mujer, casos de la vida real (2003-2006) .... (2 episodios)
- En el tiempo de las mariposas (2001) .... María Teresa "Mate"
- Madame le consul (1997) .... Margarita
- Si Dios me quita la vida (1995)
- Imperio de cristal (1994)